# Gol
Gol är den enda tätorten i Gols kommun i Buskerud fylke i Norge. Orten utgör kommunens centralort.